# 馬丁火山
58°10′19″N 155°21′40″W / 58.172°N 155.361°W

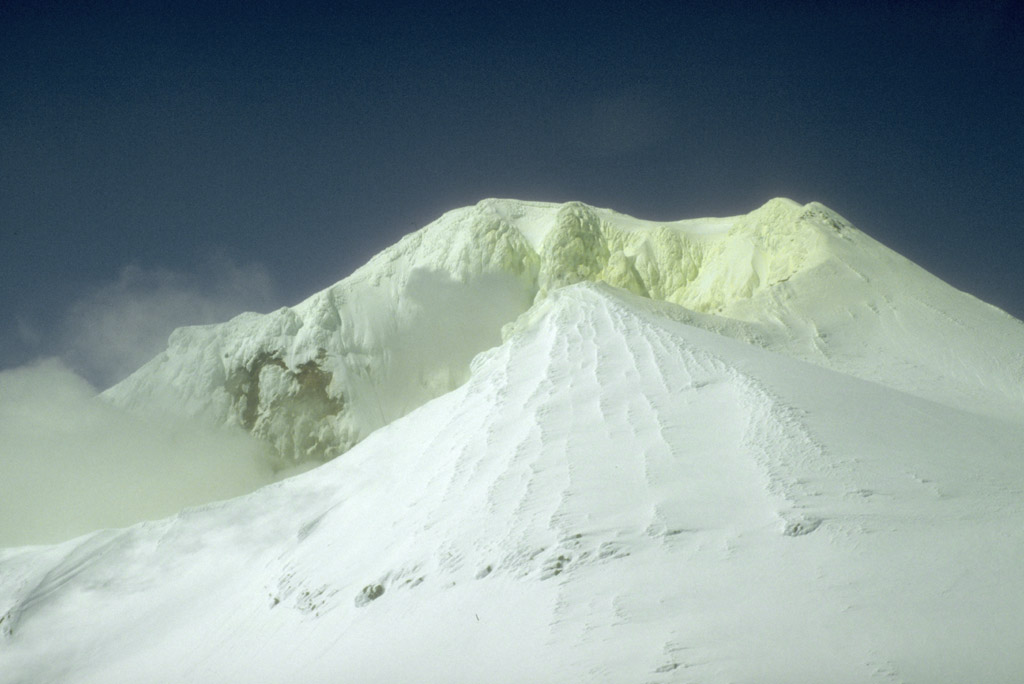

馬丁火山是美國的火山，位於阿拉斯加半島，由阿拉斯加州負責管轄，屬於阿留申山脈的一部分，海拔高度1,863米，最近一次火山噴發在1953年發生。

## 外部連結
- Volcanoes of the Alaska Peninsula and Aleutian Islands-Selected Photographs （页面存档备份，存于）